# Rajgarh (distrikt)
Rājgarh är ett distrikt i Indien.   Det ligger i delstaten Madhya Pradesh, i den centrala delen av landet, 500 km söder om huvudstaden New Delhi. Antalet invånare är 1 545 814.
Följande samhällen finns i Rājgarh:
- Biaora
- Sārangpur
- Narsinghgarh
- Rājgarh
- Khilchipur
- Khujner
- Talen
- Māchalpur